# Carthalon (général)
Pour les articles homonymes, voir Carthalon.
Carthalon est un général carthaginois du IIIe siècle av. J.-C.

## Biographie
Après la défaite de Régulus, il est envoyé en Sicile où il prend et brûle Agrigente. 
Adherbal l'envoie en -249 brûler la flotte romaine à l'ancre à la bataille de Lilybée. L'armée romaine l'empêche de combattre la flotte malgré l'aide des mercenaires d'Himilcon et il décide d'empêcher la jonction de la flotte de ravitaillement de Lucius Iunius Pullus avec celle déjà sur place. Une tempête détruit la flotte romaine alors que la flotte carthaginoise parvient à se mettre à l'abri.
Il est remplacé par Hamilcar Barca en -250.
Il y eut aussi un autre Carthalon, lieutenant d'Hannibal qui fut tué à la prise de Tarente par les Romains en -209.